# Billy MacKenzie
Billy MacKenzie, właśc. William MacArthur MacKenzie (ur. 27 marca 1957 w Dundee, zm. 22 stycznia 1997) – szkocki wokalista przez wiele lat w zespole The Associates.
W 1976 roku po powrocie do Szkocji z podróży po świecie wraz z Alanem Rankinem założyli zespół muzyczny The Ascorbic Ones. W 1979 roku zmienili nazwę na The Associates. Zespół działał do roku 1990 kiedy
MacKenzie rozpoczął karierę solową. MacKenzie współpracował z wieloma muzykami i zespołami, między innymi ze szwajcarskim zespołem Yello nad albumem „One Second” z 1987 roku. MacKenzie śpiewał i napisał tekst do 2 utworów, a jeden z nich „The Rhythm Divine” stał się europejskim przebojem z Shirley Bassey jako wokalistką.
22 stycznia 1997 Billy MacKenzie popełnił samobójstwo, jak się przypuszcza na skutek depresji.
Po śmierci jego twórczość spotkała ze znacznym zainteresowaniem – wiele z jego twórczości została po raz pierwszy lub ponownie wydana. Powstała także napisana w 1998 r. przez Toma Doyle’a książka biograficzna pt. The Glamour Chase.

## Solowa dyskografia

### Single
- Ice Cream Factory (1982 WEA) credited to MacKenzie Sings Orbidöig
- Baby (1992 Circa)
- Colours Will Come (1992 Circa)
- Pastime Paradise (1992 Circa) unreleased
- Wild Is The Wind EP (2001 Rhythm Of Life)

#### Albumy
- Outernational (1992 Circa Records) reissued in 2006 with 3 extra tracks
- Beyond The Sun (1997 Nude Records)
- Memory Palace (credited with Paul Haig) (1999 Rhythm Of Life) reissued in 2005 by One Little Indian with 4 extra tracks
- Eurocentric (credited with Steve Aungle) (2001 Rhythm Of Life)
- Auchtermatic (2005 One Little Indian)
- Transmission Impossible (2005 One Little Indian)
- Tomorrow People (unreleased) credited with Steven Lester Circa Records(1996)

## Haig/MacKenzie
W okresie 1993–1995 Paul Haig i Billy MacKenzie nagrali szereg utworów, które ukazały się w 2005 na albumie Memory Palace.
Lista utworów
- Thunderstorm
- Stone The Memory Palace
- Beyond Love
- Transobsession
- Trash 3
- Listen To Me
- Listen Again
- Take A Chance
- Give Me Time
- Give Me Time (Dennis Wheatley Mix)
- Beyond Love (Remix)
- Stone The Memory Palace (Remix)
- Thunderstorm (Instrumental Mix)